# Catedrático de Enseñanza Secundaria

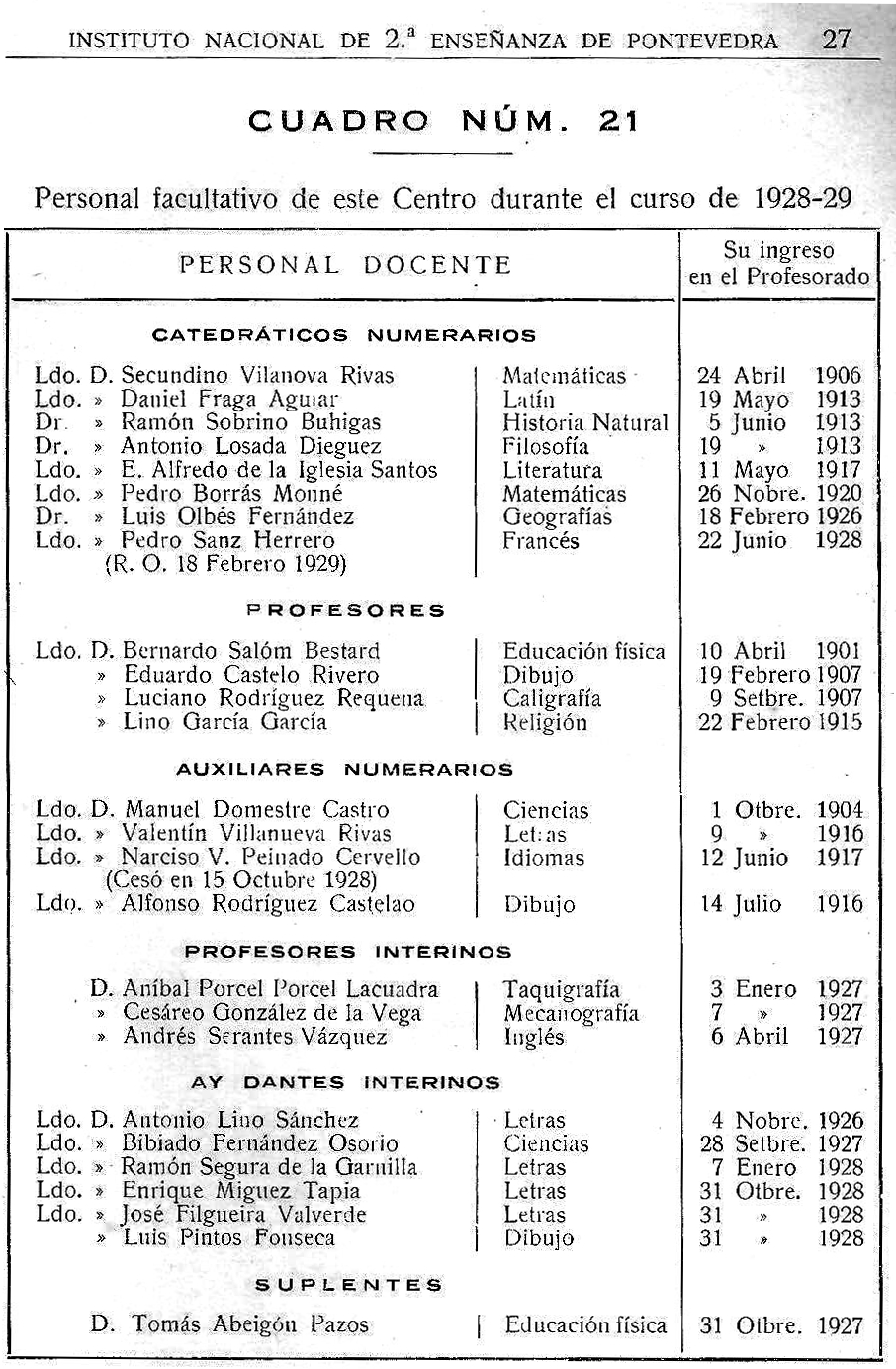
Documento del Instituto Nacional de 2.ª Enseñanza de Pontevedra. Incluye el personal facultativo de este Centro durante el curso de 1928-29, entre el que se encuentran varios catedráticos numerarios.

En el sistema de educación español, un catedrático de Enseñanza Secundaria es un profesor que ha alcanzado el puesto más alto en la escala del profesorado de enseñanza secundaria. Actualmente son funcionarios del grupo A1 y tienen un complemento de destino de nivel 26.
En España, el puesto de catedrático de enseñanza secundaria está regulado por la LOE, Ley Orgánica de Educación, aprobada en el año 2006, y modificada por la LOMCE (2013). Para acceder a él, hace falta ser previamente profesor de Enseñanza Secundaria (para lo que es un requisito previo ser licenciado, ingeniero o arquitecto; estar en posesión de un máster en Educación Secundaria; y haber aprobado una oposición) y además tener un mínimo de ocho años de antigüedad, y pasar el correspondiente proceso selectivo. 
Entre otras, es función de los catedráticos el desempeño de la jefatura de los departamentos didácticos de los Institutos de Educación Secundaria (IES).
- Datos: Q106392835